# Salacia glaucifolia
Salacia glaucifolia är en benvedsväxtart som beskrevs av Wu Zheng-yi. Salacia glaucifolia ingår i släktet Salacia och familjen Celastraceae. Inga underarter finns listade.